# Mercedes Alonso
María de las Mercedes Alonso Gómez (Santander, Cantabria, 9 de agosto de 1940) es una actriz española.

## Biografía
Dotada de una belleza extraordinaria, su físico determinó los primeros papeles que interpretó en el cine, encarnando a la típica mujer fatal que encandila a todo caballero que se cruza por delante, en numerosas comedias de finales de los años 50 y principios de los 60: Las chicas de la Cruz Roja (1958), de Rafael J. Salvia, Quince bajo la lona (1958), de Agustín Navarro, La casa de la Troya (1959), de Rafael Gil o Aquí están las vicetiples (1961), de Ramón Fernández.
Sin embargo, el papel protagonista en la comedia Margarita se llama mi amor (1961), de Ramón Fernández, la convirtió en un auténtico fenómeno sociológico en España y mito erótico nacional, y décadas después sigue recordándosela por aquel personaje de una jovencita universitaria caprichosa y seductora.
Pese al rotundo éxito de la película, a partir de ese momento su carrera cinematográfica comienza a declinar y en contadas ocasiones volvería a ponerse delante de una cámara, entre ellas El nido y Mi general (Jaime de Armiñán, 1980 y 1987) y Más allá del jardín (Pedro Olea, 1996). 
En los siguientes años centra su carrera tanto en teatro como en televisión. Sobre las tablas interpreta La decente (1977), de Miguel Mihura, El huevo de Pascua (1981), con Arturo Fernández y Lentejas con brillantes (1982), de Pierre Chesnot, junto a José Sazatornil y Aurora Redondo.
En la pequeña pantalla, haría algunas apariciones esporádicas en televisión, tanto interpretando obras de teatro en el espacio Estudio 1 como en la serie Suspiros de España (1974-1975), de TVE, protagonizada por Antonio Ferrandis e Irene Gutiérrez Caba.
Se traslada luego a Argentina donde rueda tres telenovelas: Duro como la roca, frágil como el cristal , Pasiones y Claudia Morán.
A su regreso intervendría como actriz de reparto en las series Farmacia de guardia (1991-1995), interpretando a Begoña, una de las amigas de Lourdes Cano (Concha Cuetos) y El Súper.

## Trayectoria en televisión
- El Súper (1996-1999)
- Farmacia de guardia (1991-1995)
- El marido complaciente, TVE  (1989)
- Duro como la roca, frágil como el cristal (1985)
- Teatro breve
  - El jarro de plata (29 de marzo de 1981)
- Que usted lo mate bien
  - El triángulo (6 de febrero de 1979)
- Novela
  - Pequeñeces (8 de marzo de 1976)
- Cuentos y leyendas
  - Los tres maridos burlados (31 de octubre de 1975)
- Suspiros de España (1974)
- Historias de Juan Español
  - Juan Español, perezoso (3 de septiembre de 1973)
- Estudio 1
  - Eloísa está debajo de un almendro (26 de enero de 1973)
  - El quinto jinete (23 de febrero de 1976) como Clara
  - Chatterton (22 de junio de 1978) como Kettie
  - El caso de la mujer asesinadita (17 de enero de 1979)
  - Los violines a veces causan estragos (7 de diciembre de 1980)
  - El abanico de Lady Windermere (6 de febrero de 1981)
- Primera fila
  - No habrá guerra de Troya (4 de marzo de 1964)

## Filmografía
| Año  | Título                                  | Personaje                  | Dirección                               |
| ---- | --------------------------------------- | -------------------------- | --------------------------------------- |
| 2018 | A Woman Walks Into A Bar (cortometraje) | Lady M                     | Laura Vogels                            |
| 2003 | Jugar a matar                           | Compañera Ribelles         | Isidro Ortiz                            |
| 1996 | Más allá del jardín                     | Isa Bustos                 | Pedro Olea                              |
| 1990 | Cuarenta camaradas                      | Giovanna                   | Duccio Tessari                          |
| 1988 | Billetes, billetes...                   |                            | Martín Schor                            |
| 1987 | Chorros                                 |                            | Jorge Coscia, Guillermo Saura           |
| 1987 | Mi general                              | Pepa                       | Jaime de Armiñán                        |
| 1986 | Oficio de muchachos                     | Elvira                     | Carlos Romero Marchent                  |
| 1986 | Pasión lejana                           | Betty                      | Jesús Garay                             |
| 1986 | Correccional de mujeres                 | Alicia Gracelli            | Emilio Vieyra                           |
| 1985 | Sucedió en el internado                 |                            | Emilio Vieyra                           |
| 1985 | Los días de junio                       |                            | Alberto Fischerman                      |
| 1984 | El juguete rabioso                      | Eleonora                   | Aníbal Di Salvo, José María Paolantonio |
| 1982 | Huevos revueltos                        |                            | Enrique Jiménez Pereira                 |
| 1980 | El nido                                 | Mercedes                   | Jaime de Armiñán                        |
| 1965 | El hijo de Jesse James                  | Dorothy                    | Antonio del Amo                         |
| 1964 | La tumba del pistolero                  | Russ Brandon               | Amando de Ossorio                       |
| 1964 | Valiente                                | Nieves                     | Luis Marquina                           |
| 1964 | Los pistoleros de Casa Grande           | Dona Maria de Castellar    | Roy Rowland                             |
| 1962 | Todos eran culpables                    | Camarera                   | León Klimovsky                          |
| 1962 | Los motorizados                         | Claudia                    | Camillo Mastrocinque                    |
| 1961 | Margarita se llama mi amor              | Margarita Rodríguez Garcés | Ramón Fernández                         |
| 1961 | Aquí están las vicetiples               | Paula                      | Ramón Fernández                         |
| 1960 | El cerro de los locos                   | Margaret                   | Agustín Navarro                         |
| 1960 | Pelusa                                  |                            | Javier Setó                             |
| 1959 | Tenemos 18 años                         | Novia de Mariano           | Jesús Franco                            |
| 1959 | Vacaciones en Mallorca                  | Clementina Rivani          | Giorgio Bianchi                         |
| 1959 | La casa de la Troya                     | Moncha                     | Rafael Gil                              |
| 1959 | Parque de Madrid                        | Chica en parque            | Enrique Cahen Salaberry                 |
| 1959 | Soledad                                 |                            | Mario Craveri, Enrico Gras, Félix Acaso |
| 1959 | Luna de verano                          |                            | Pedro Lazaga                            |
| 1959 | 15 bajo la lona                         | Merche                     | Agustín Navarro                         |
| 1958 | Las chicas de la Cruz Roja              | Amiga de Isabel            | Rafael J. Salvia                        |
| 1958 | Ana dice sí                             | Amiga de juergas de Juan   | Pedro Lazaga                            |